# Liszva (település)
Liszva (oroszul: Лысьва) város Oroszország Permi határterületén; korábban a Liszvai önkormányzati járás székhelye, 2011. december 1. óta Liszvai városi körzet.
Lakossága: 65 918 fő (a 2010. évi népszámláláskor).

## Fekvése
A Középső-Urál nyugati lejtőjén, Permtől 86 km keletre, a Liszva (a Csuszovaja mellékfolyója) partján terül el. Vasútállomás a Csuszovszkaja–Kuzino–Jekatyerinburg vasútvonalon. A város mellett vezet az Urál nyugati előterének településeit összekötő észak-déli irányú Kungur–Csuszovoj–Szolikamszk országút.
A várost a folyóról nevezték el, melynek neve a komi-permjak лысь ('tűleveles erdő') és ва ('víz, folyó') szavakból származik. A város területéhez tartozik a folyón a 18. században kialakított víztározó is.

## Története
A Liszva folyó vidéke egykor a Sztroganovok birtokaihoz tartozott. A 18. század második felében örökség útján Varvara Sahovszkaja hercegnőé lett. A település az általa 1785-ben alapított és 1787 végén megnyitott vasgyártó üzem mellett alakult ki. Később az üzemet egy másik híres arisztokrata család, a Suvalovok egyik tagja örökölte. A 19. század közepén áttértek a hengerelt lemez gyártására, később a nyersvasgyártást megszüntették, a nyersvasat más gyáraktól szerezték be. 1900-ban két Siemens–Martin-kemencét állítottak fel. Az 1902-ben épült vasútvonal megteremtette a gyár és a település fejlődésének alapjait. A városközpontban máig fennmaradt az egykori vasgyár 19. század elejéről származó épületegyüttese.
Liszva 1926-ban kapott városi rangot, a következő évtizedben több kulturális, oktatási és egészségügyi létesítménye épült, vasipari technikumot alapítottak. Az első- és a második világháború idején a gyárat ideiglenesen hadiipari termelésre állították át. A háború után a tervgazdálkodásnak megfelelően működött tovább. Az 1950-es évek elején felépült a város új nagy iparvállalata, a turbógenerátorgyár. Az 1960-as években több élelmiszeripari üzemet alapítottak, később felgyorsult a lakásépítkezés. A Szovjetunió felbomlása utáni válság a nehézipari üzemeket és az azok termelésére alapozott várost is erősen sújtotta.

## Gazdasága a 21. században
A város gazdaságának fontosabb ágazatai a gépgyártás, a fémfeldolgozó- és a könnyűipar, valamint az építőanyaggyártás, mezőgazdasági termékek feldolgozása. Legnagyobb ipari létesítményei:
- A Liszvai Kohászati Gyár a 18. században alapított és a város egész 20. századi történetével összefonódott gyár jogutódja.[4]
- A korábbi turbogenerátorgyár (1988 óta Privod néven) villamos gépeket, turbógenerátorokat, elektromos berendezéseket állít elő a közlekedés, a földgáz- és olajipar számára.[5]
- A Liszva-Nyeftyemas az 1992-ben alapított gépgyár: az olajbányászatban használt szivattyúk, berendezések gyártására szakosodott Borec társaság tagja.[6]
- A Liszvai Harisnya- és Kesztyűgyár szintén a szovjet korszaka terméke, napjainkban részvénytársasági formában működik.[7]

## Felsőoktatás
A permi műszaki egyetem kihelyezett tagozata 1965-től 1991-ig működött a városban. 1997-ben a tagozat ismételt megalapításával újraindult a felsőoktatás.